# Ambasada Rosji w Berlinie

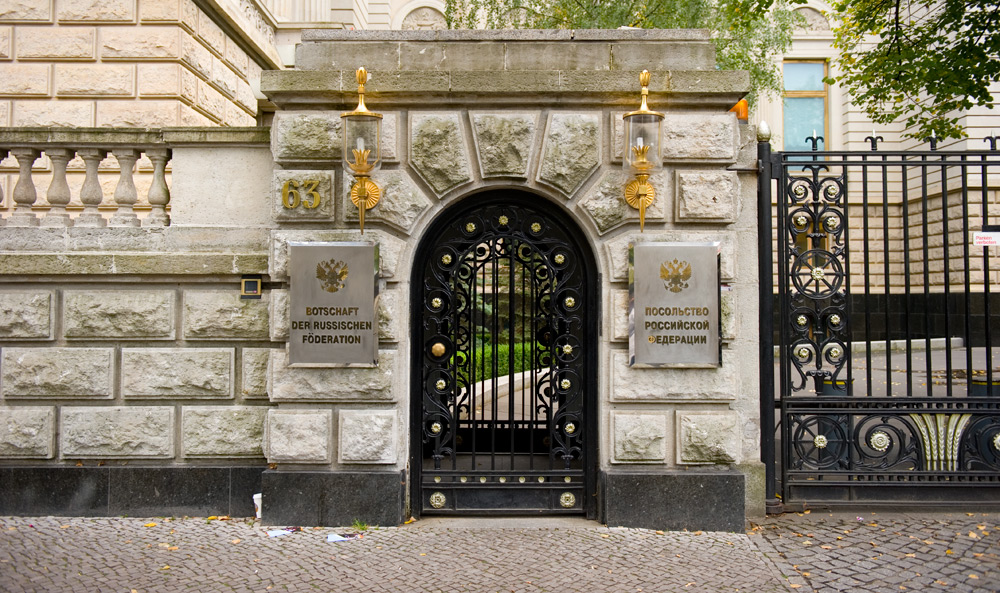
Oficjalne szyldy ambasady

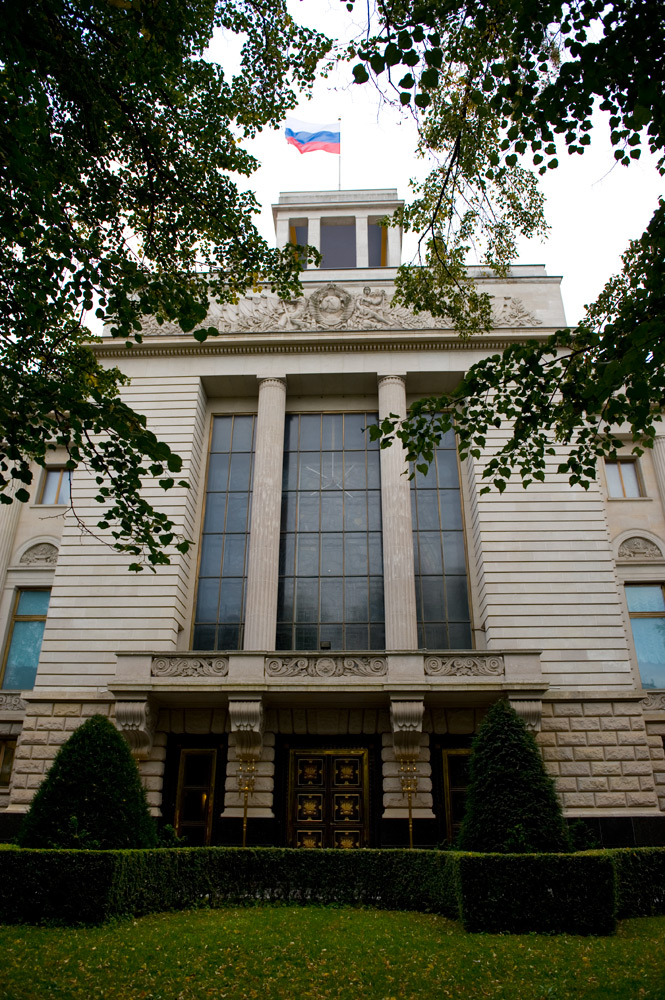
Główne wejście do Ambasady Rosji w Berlinie

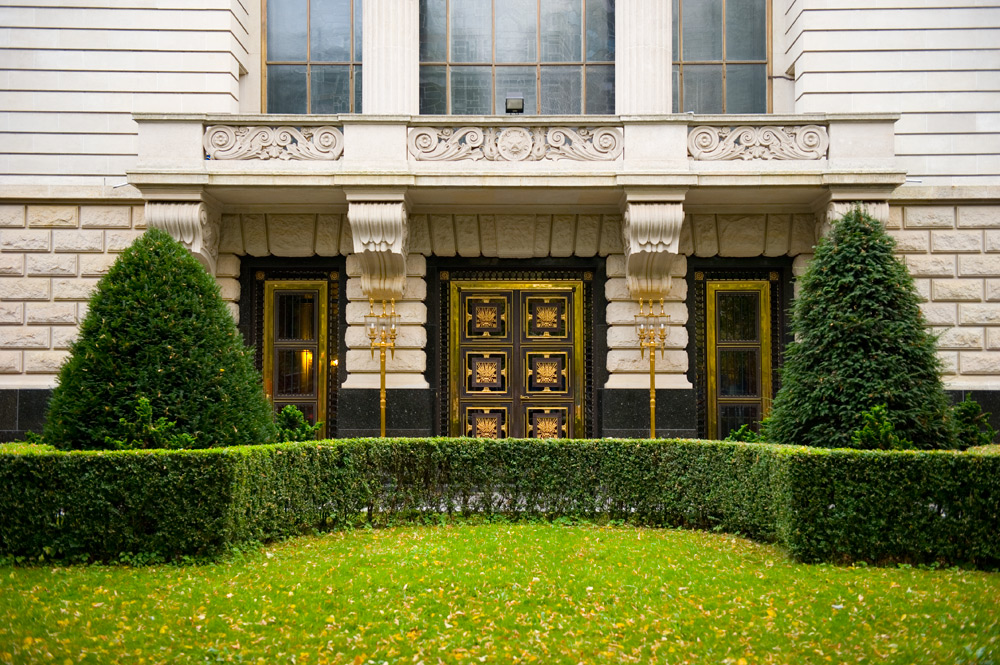
Główne wejście do Ambasady Rosji w Berlinie(II)

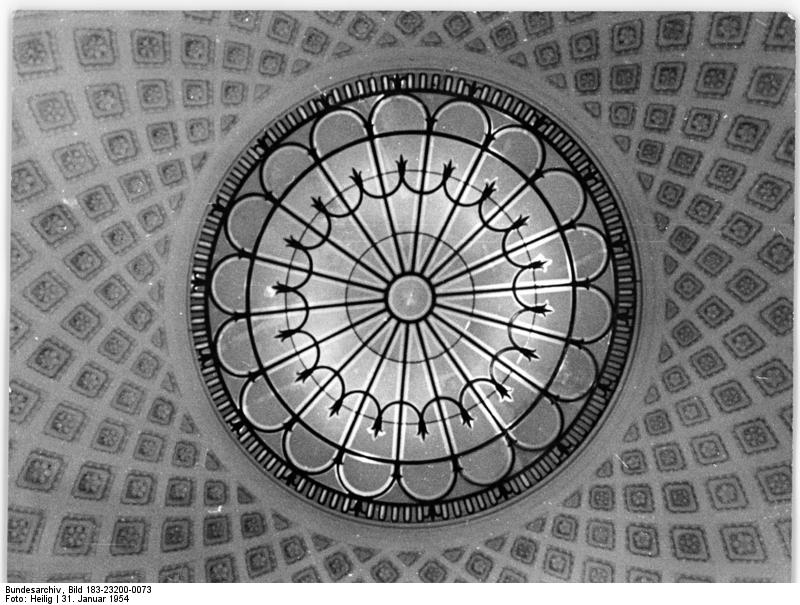
Sklepienie głównej sali w Ambasadzie Rosji w Berlinie

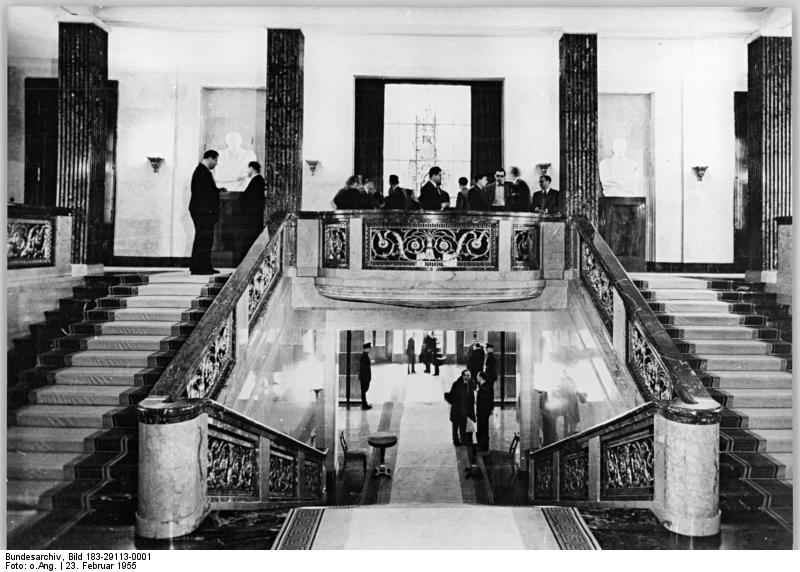
Paradna klatka schodowa w Ambasadzie Rosji w Berlinie

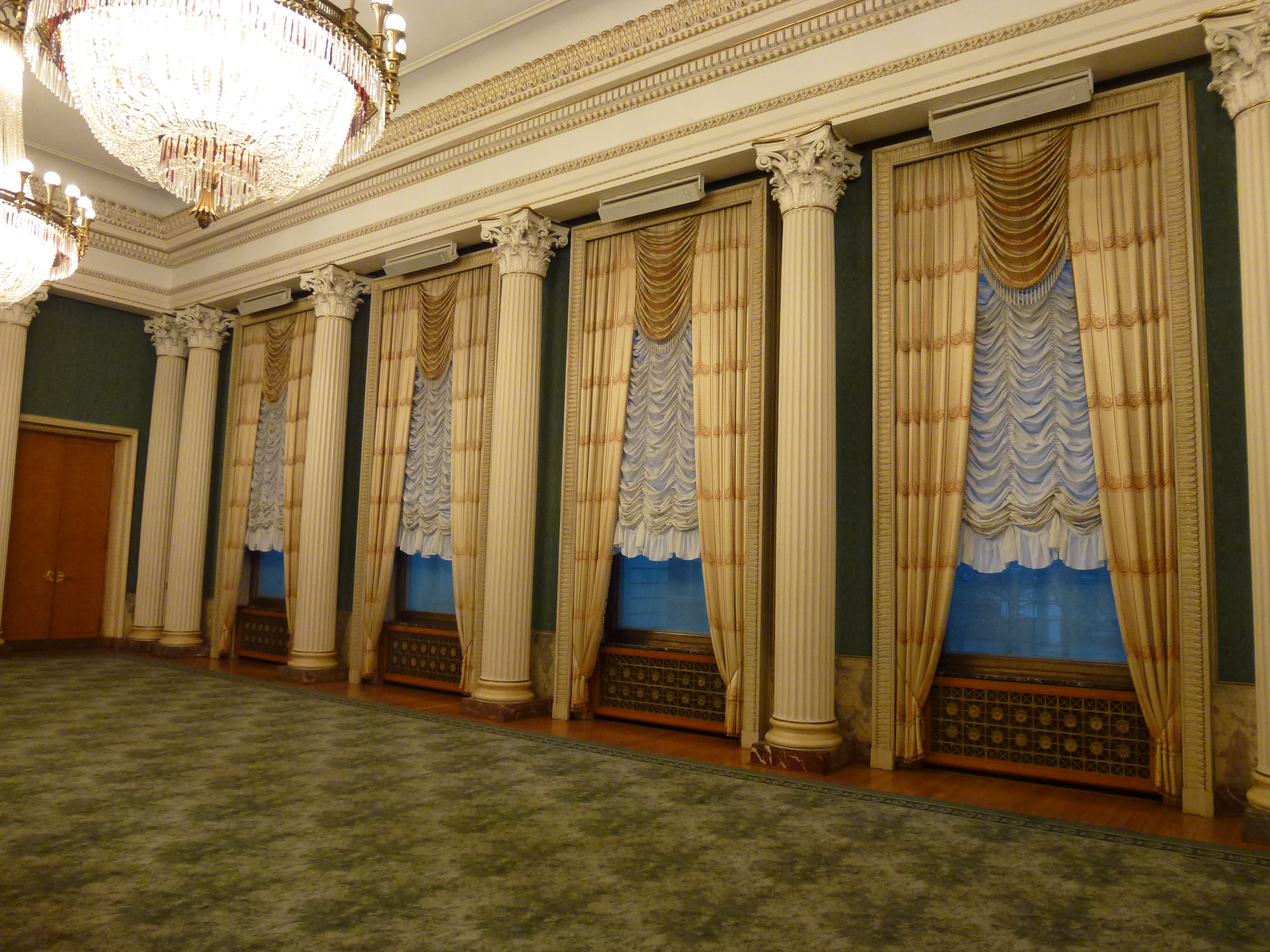
Sala Lustrzana w Ambasadzie Rosji w Berlinie

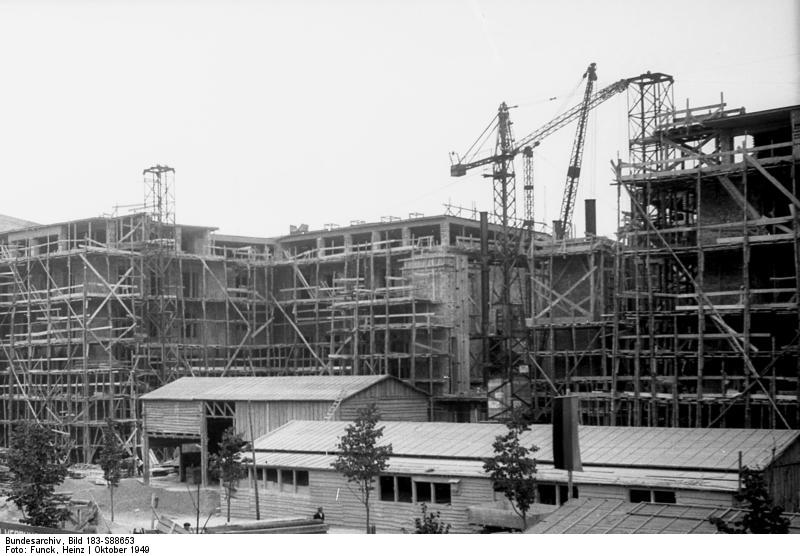
Budynek Ambasady ZSRR w Berlinie w budowie (1949)

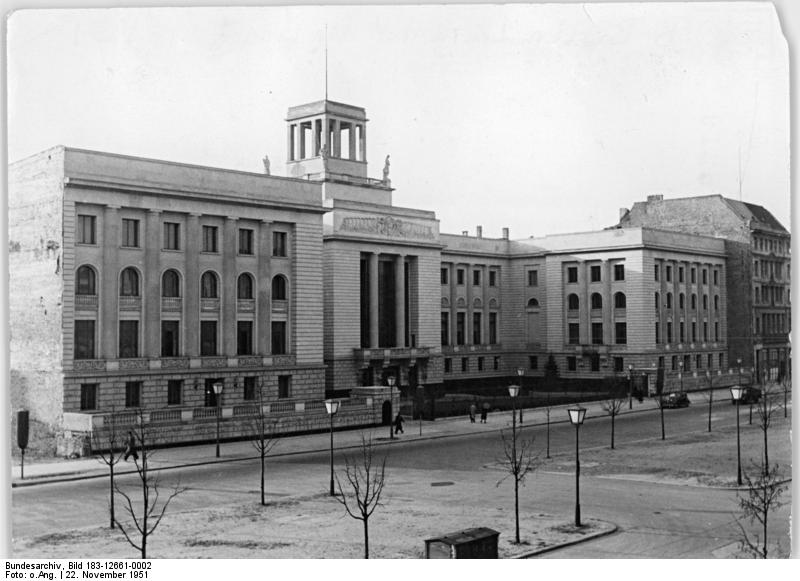
Budynek Ambasady ZSRR w Berlinie bezpośrednio po wybudowaniu

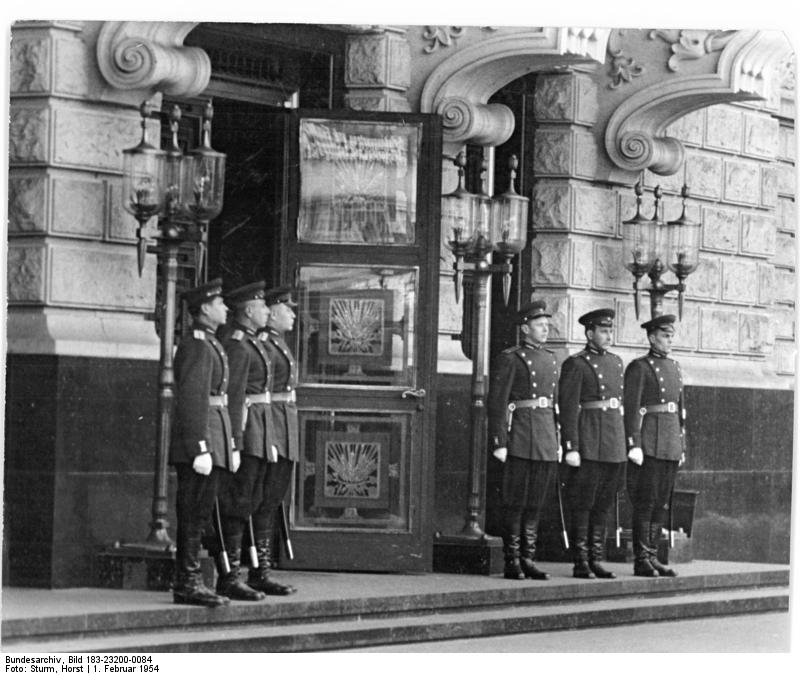
Warta honorowa w okresie, gdy Ambasador pełnił też funkcję Wysokiego Komisarza ZSRR w Niemczech (1953-1955)

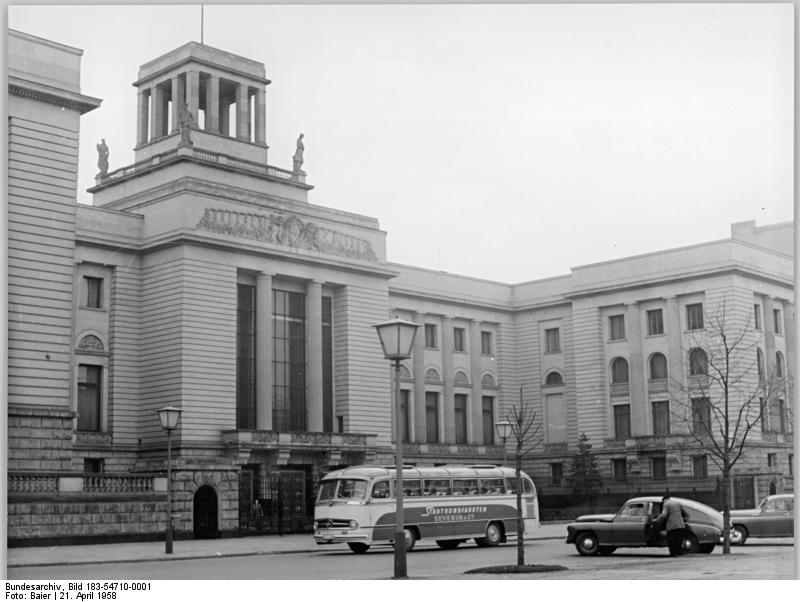
Ambasada ZSRR w NRD w 1958 r.

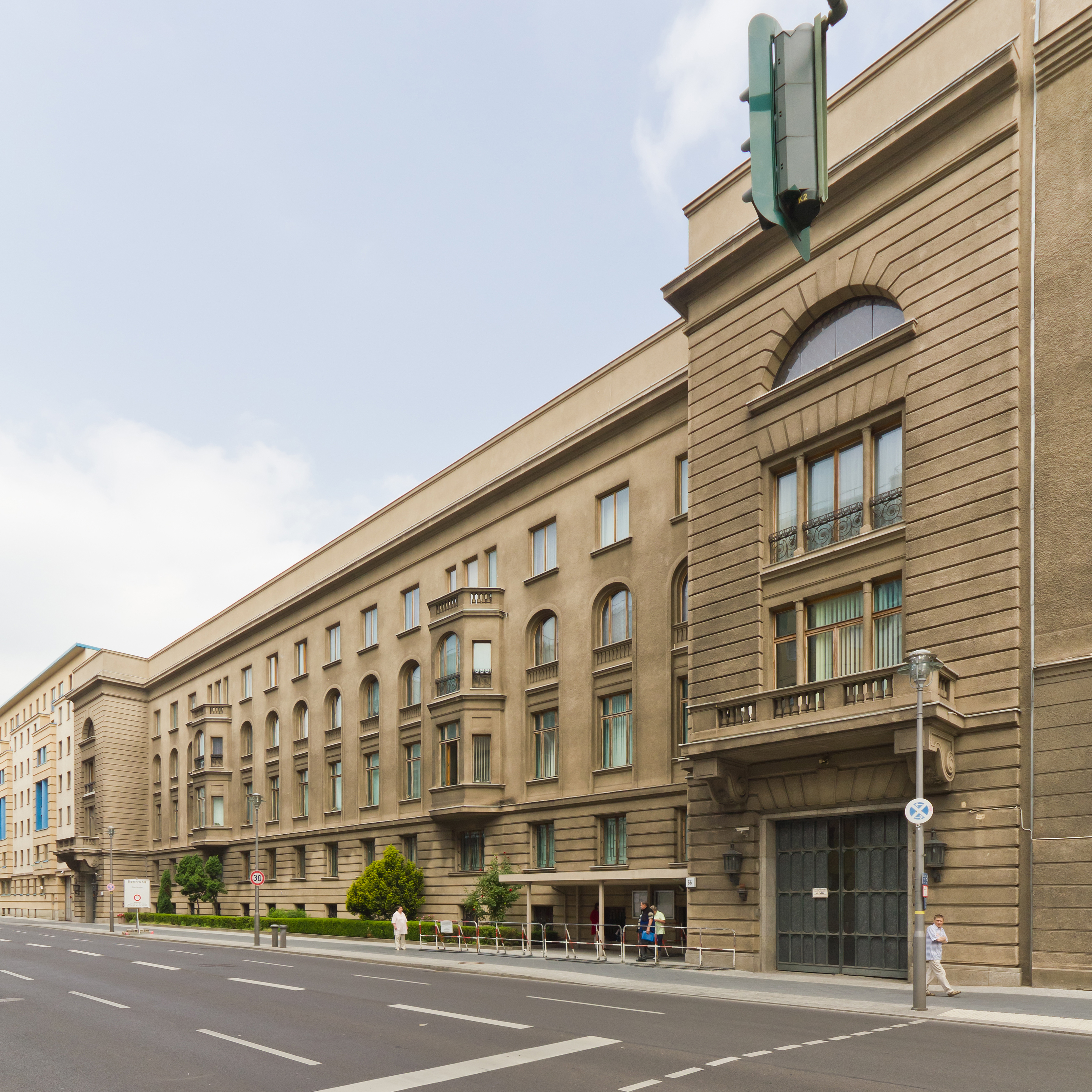
Budynki mieszkalne i biurowe Ambasady Rosji w Berlinie przy Behrenstrasse

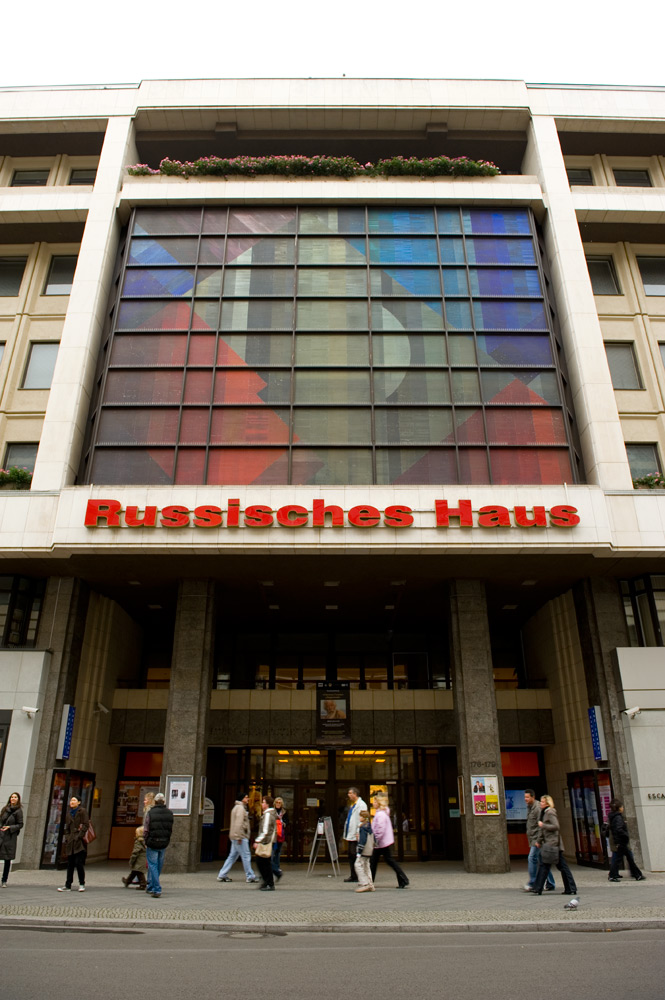
Wejście do Domu Rosyjskiej Nauki i Kultury w Berlinie

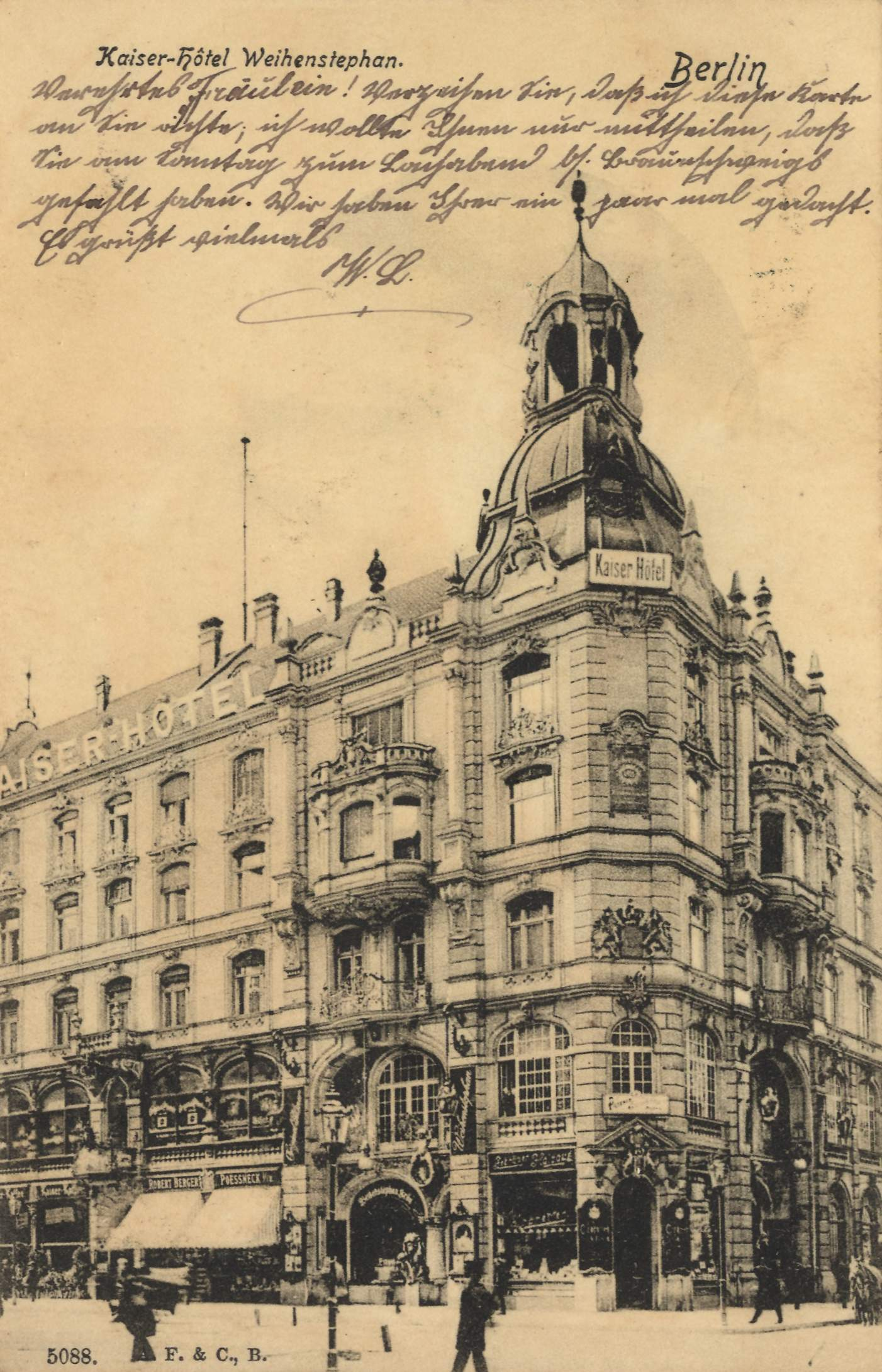
B. Hotel Kaiser, budynek w którym w latach 1947–1981 mieścił się w Berlinie Dom Kultury Związku Radzieckiego

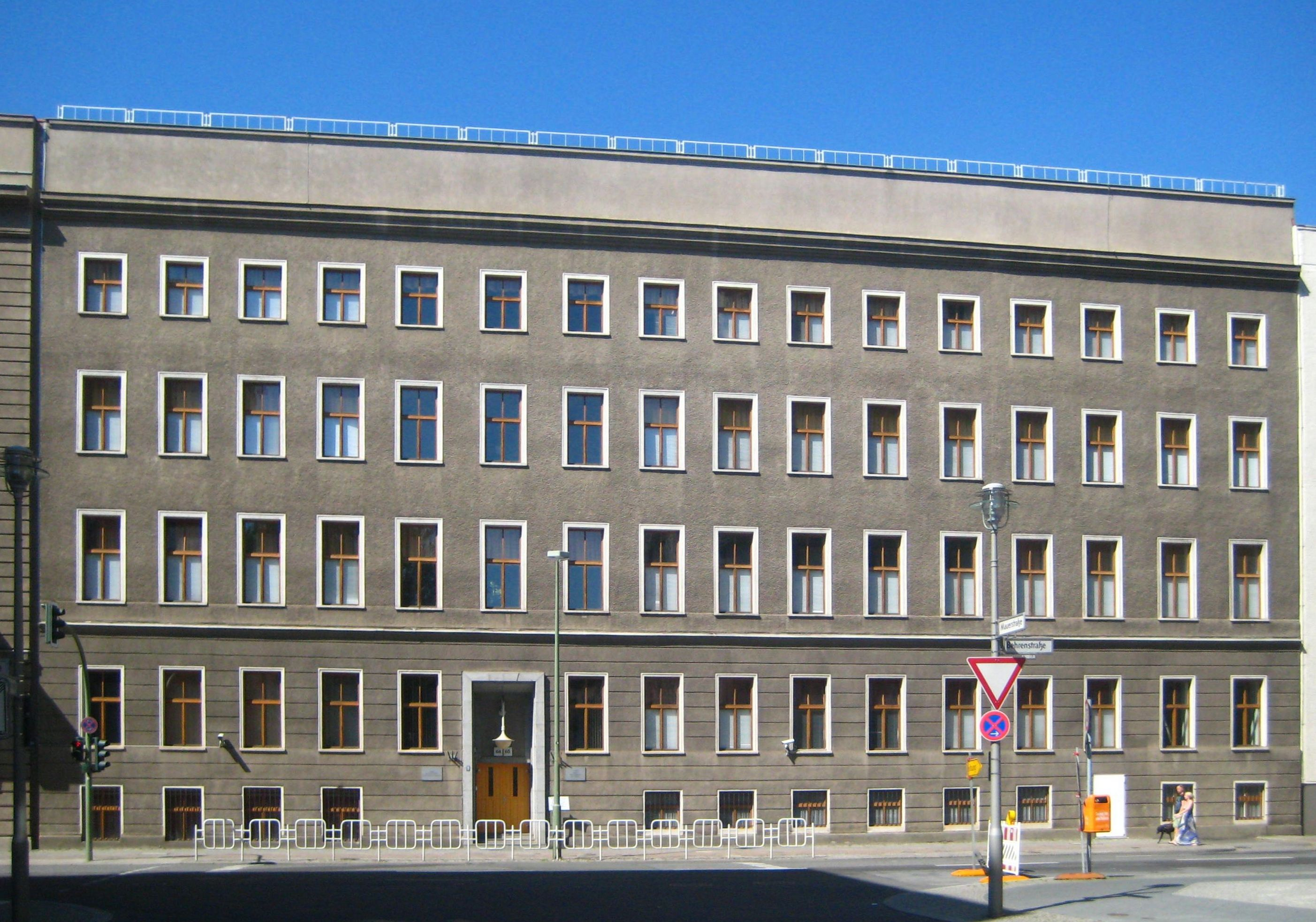
Szkoła przy Ambasadzie Rosji w Berlinie

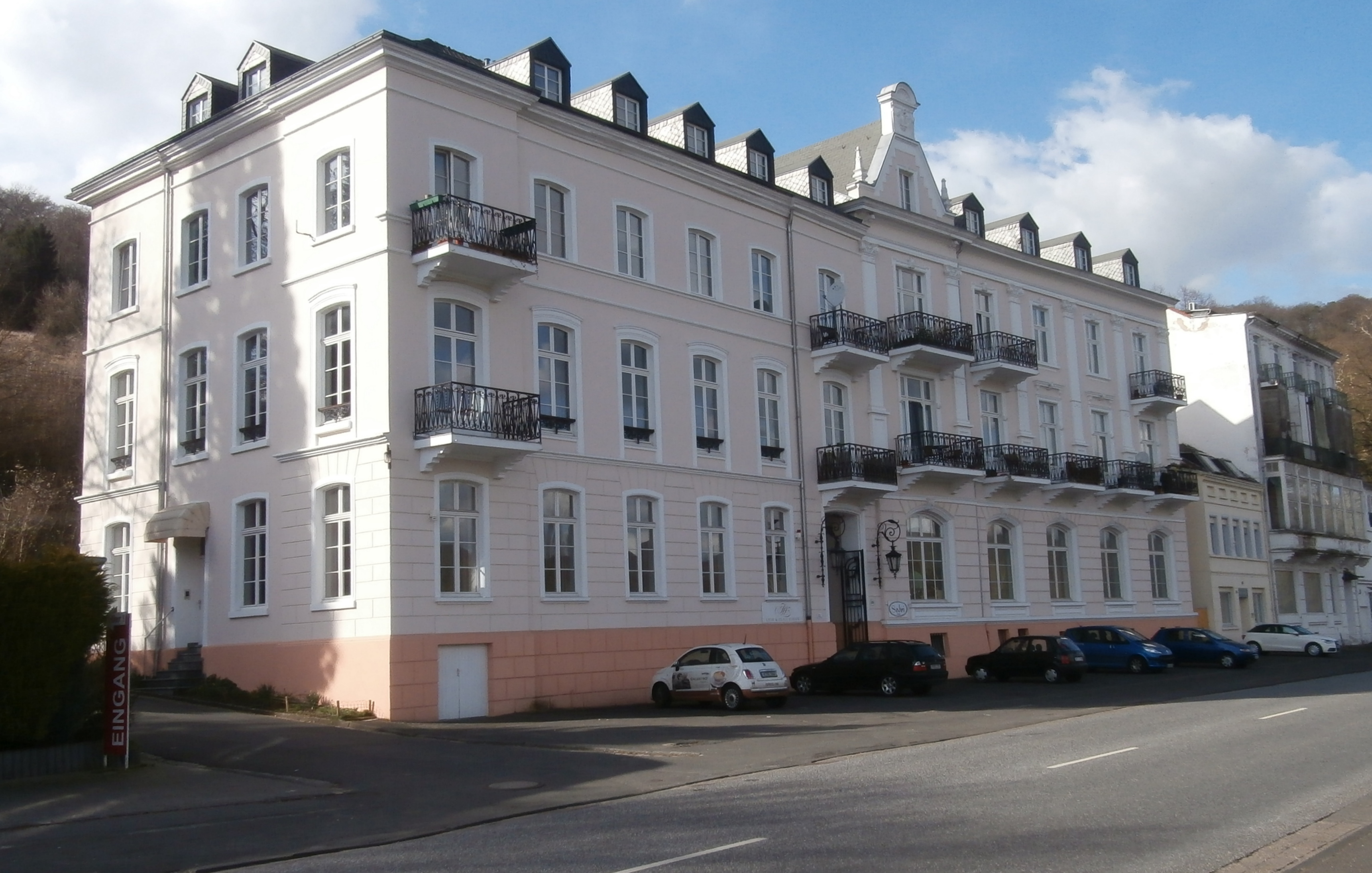
I siedziba Ambasady ZSRR w RFN – w d. Hotelu Rolandseck-Groyen w Rolandseck (1955–1975)

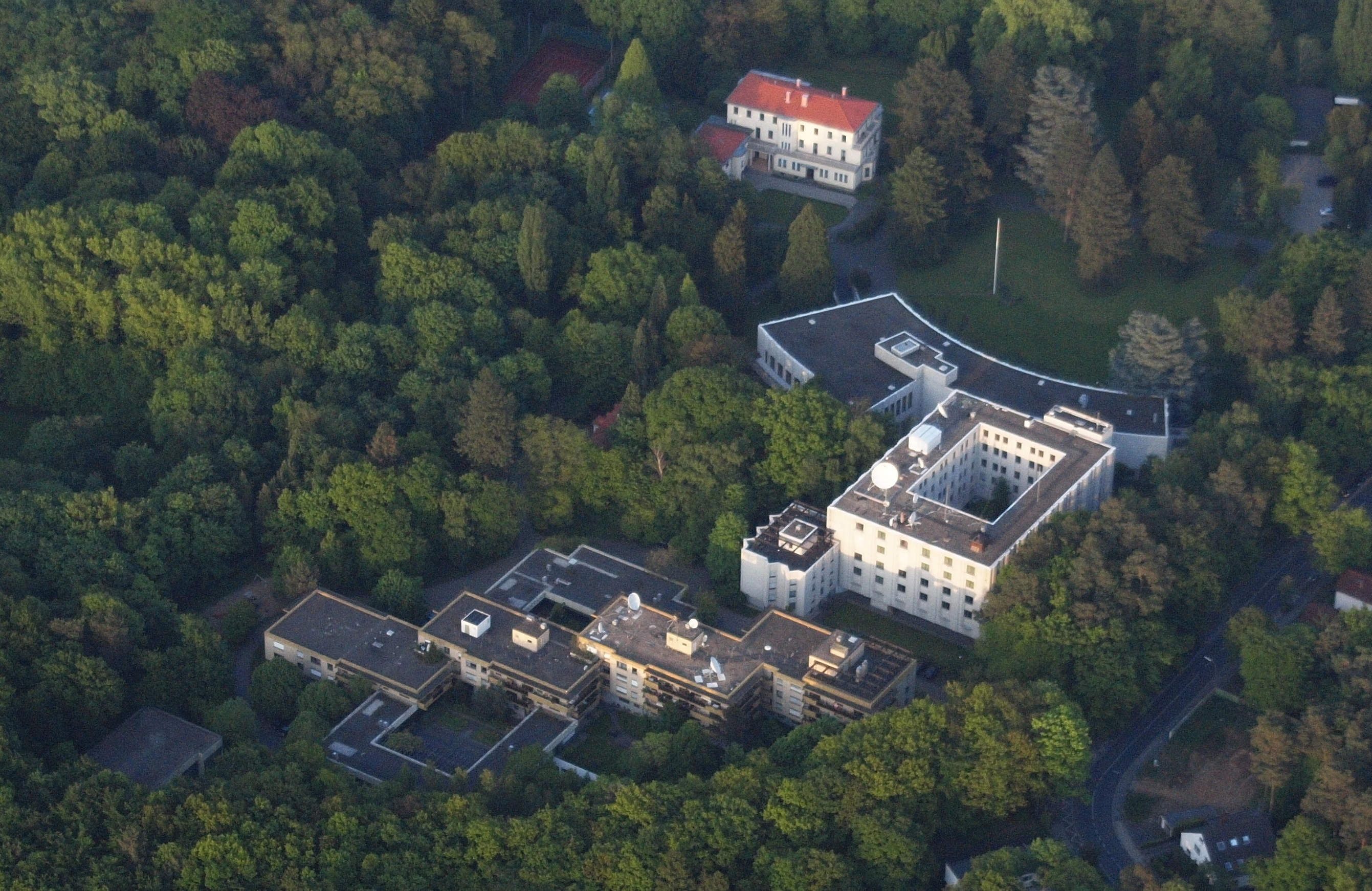
Siedziba Konsulatu Generalnego Rosji w Bonn, b. siedziba Ambasady Rosji

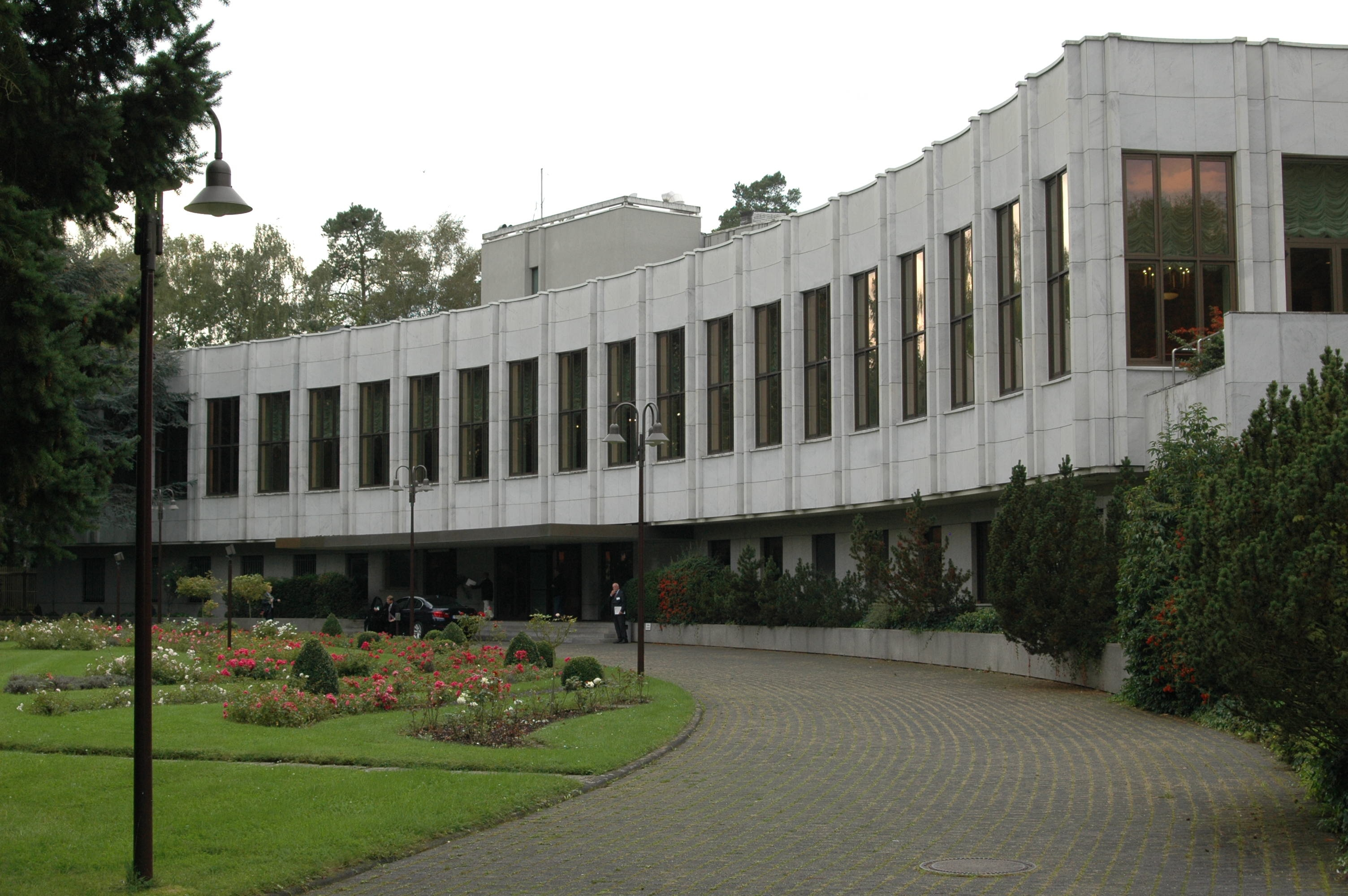
Paradne wejście do Konsulatu Generalnego Rosji w Bonn

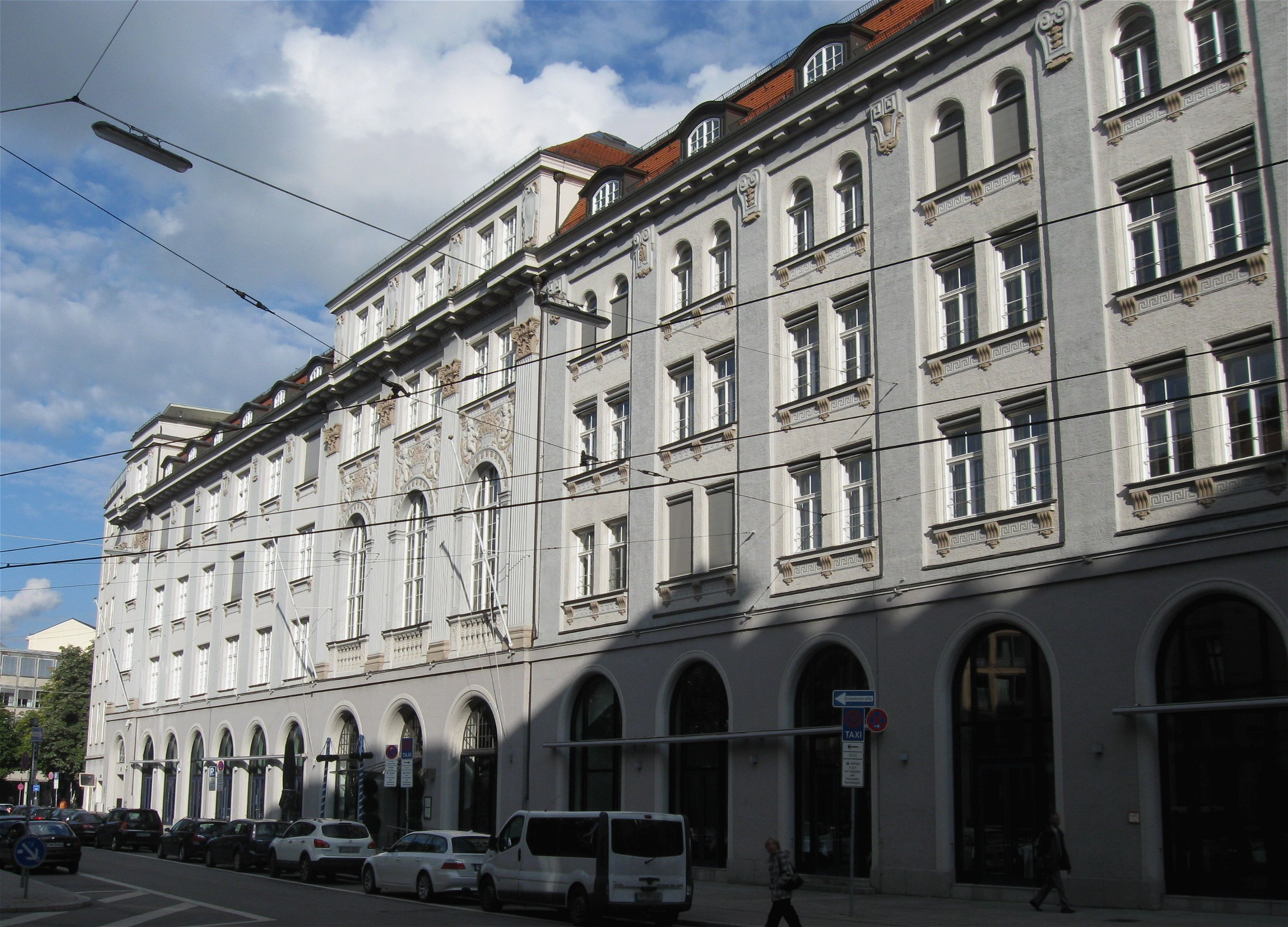
B. siedziba Poselstwa Rosji w Monachium przy Ottostraße (1785-1914)

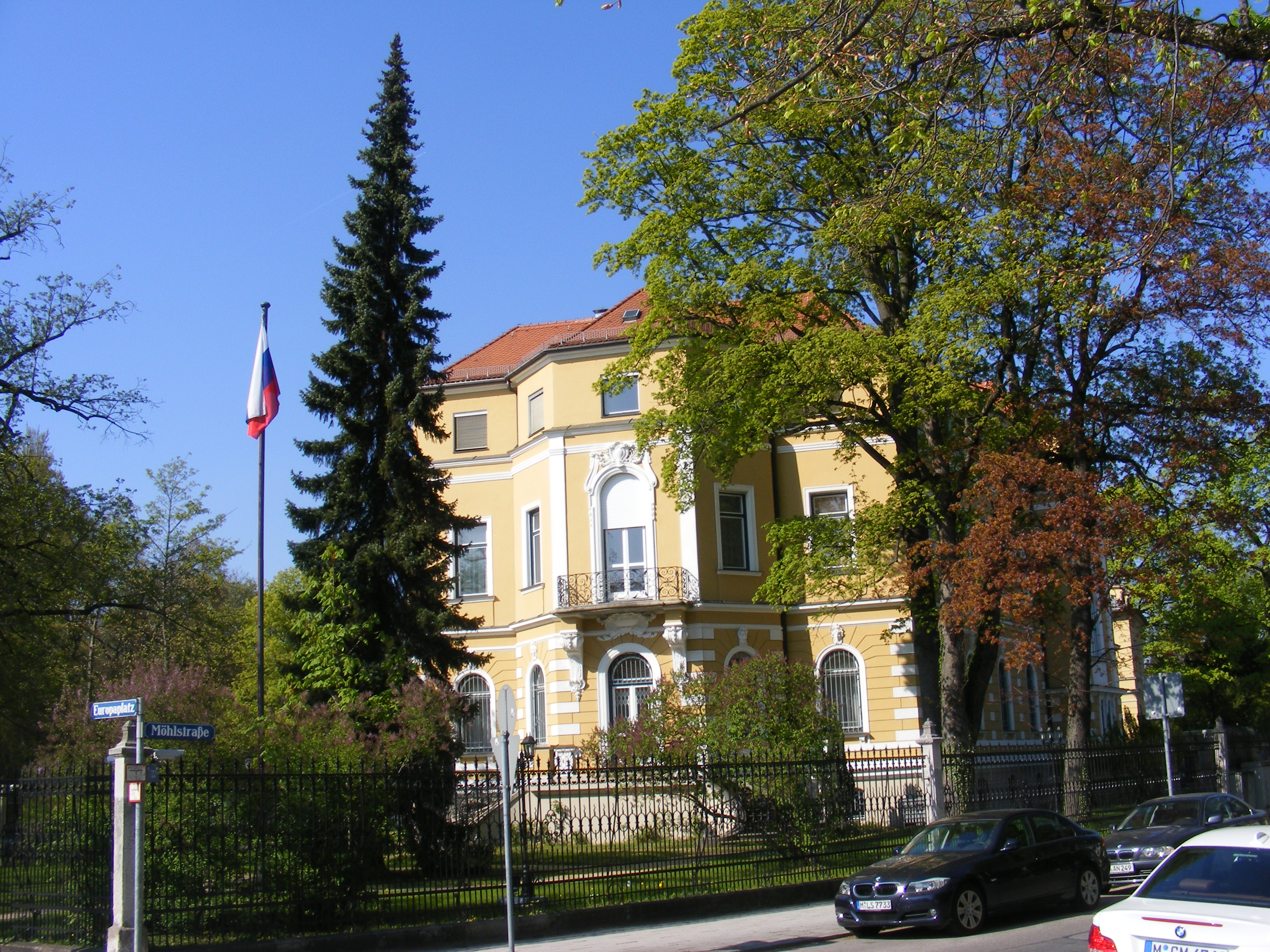
Siedziba Konsulatu Generalnego Rosji w Monachium

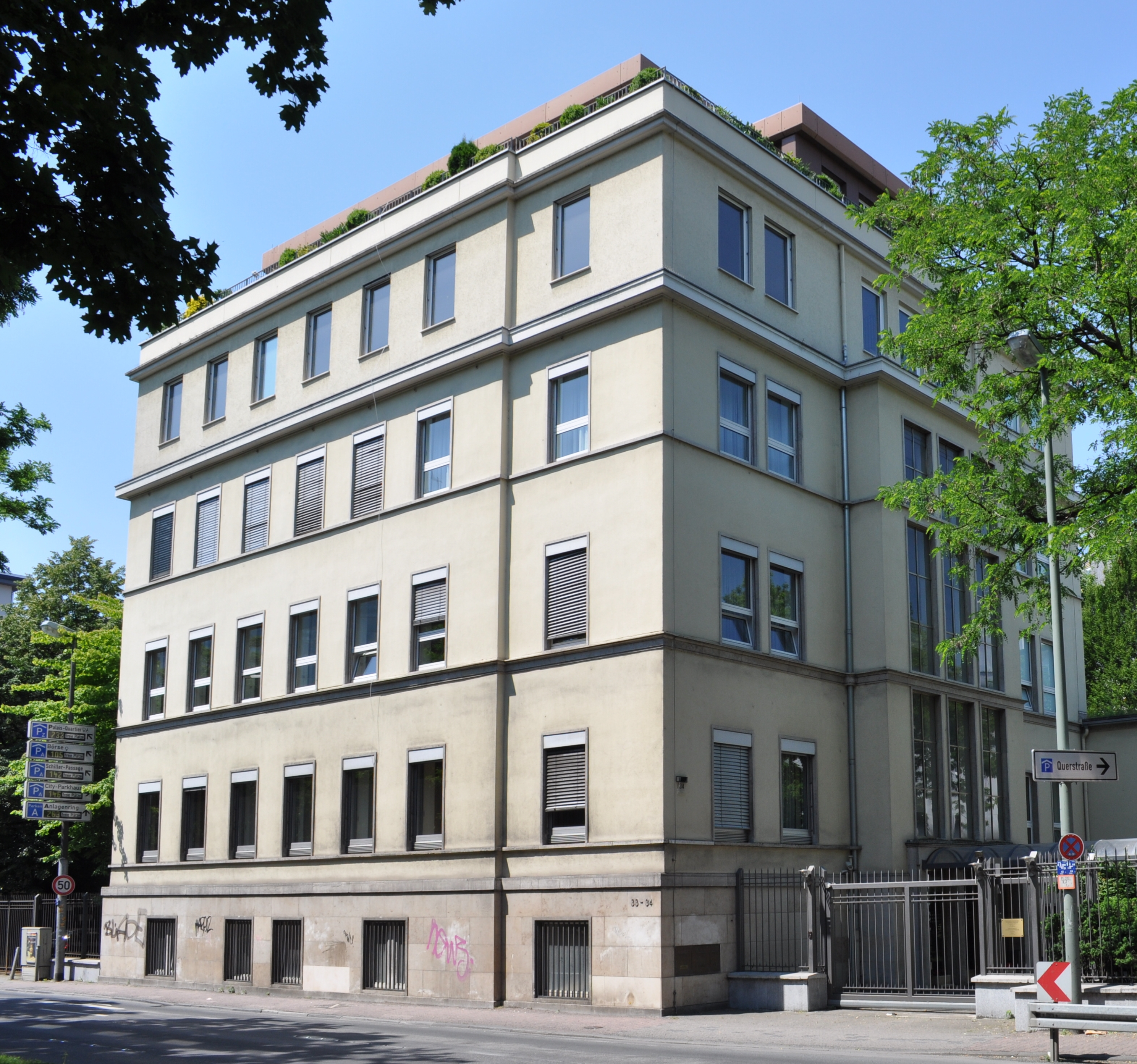
Siedziba Konsulatu Generalnego Rosji we Frankfurcie

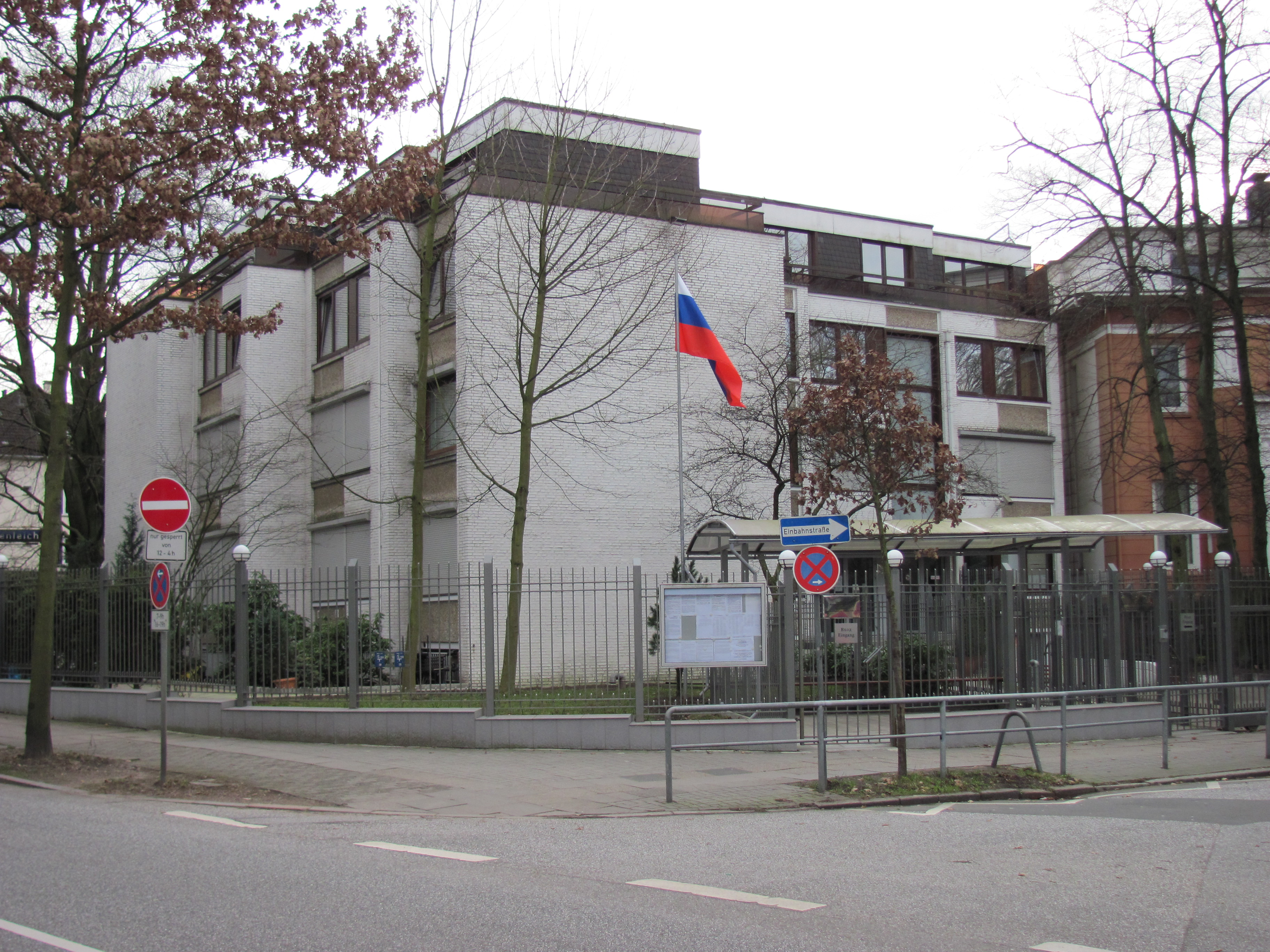
Siedziba Konsulatu Generalnego Rosji w Hamburgu

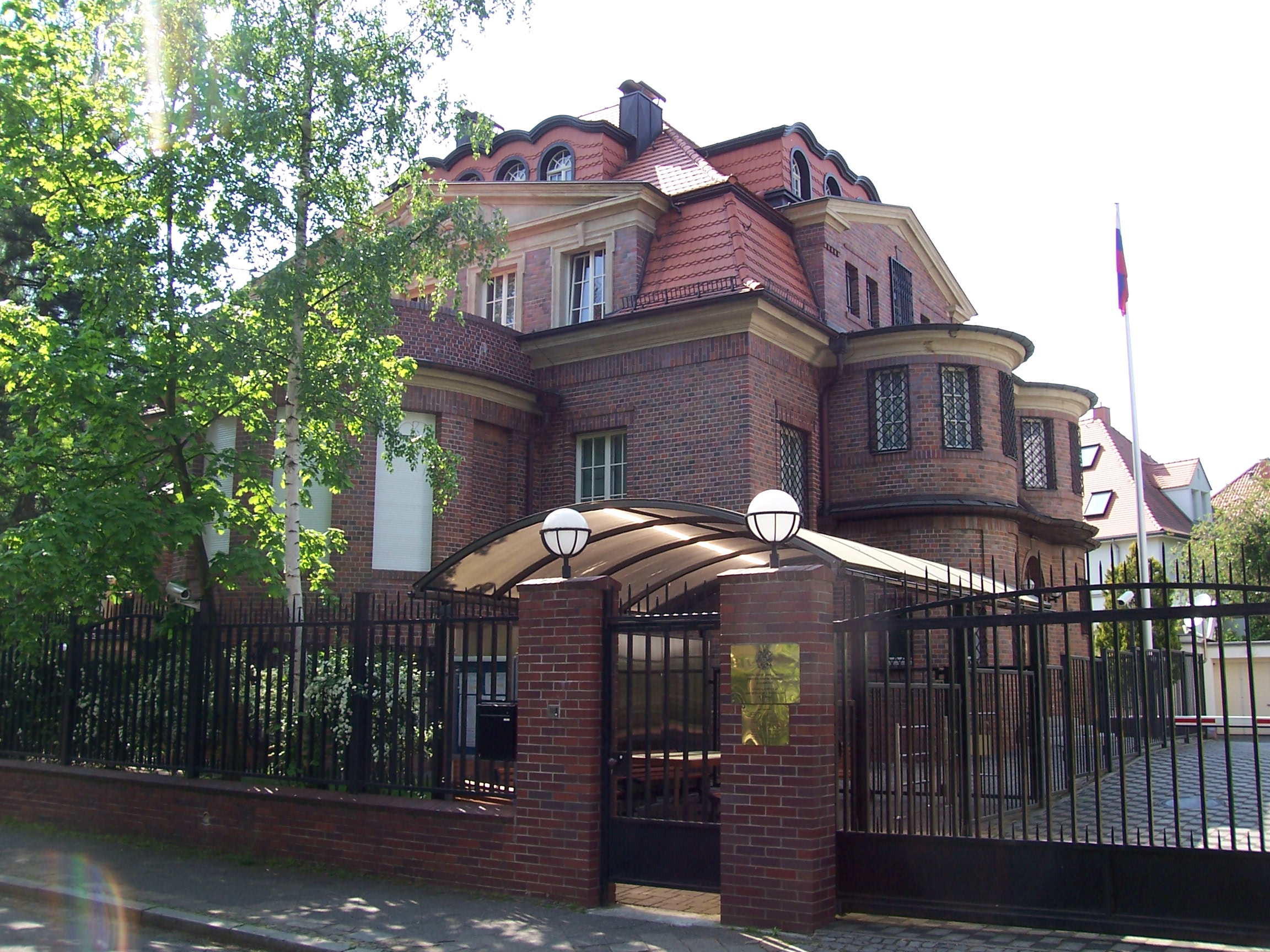
Siedziba Konsulatu Generalnego Rosji w Lipsku

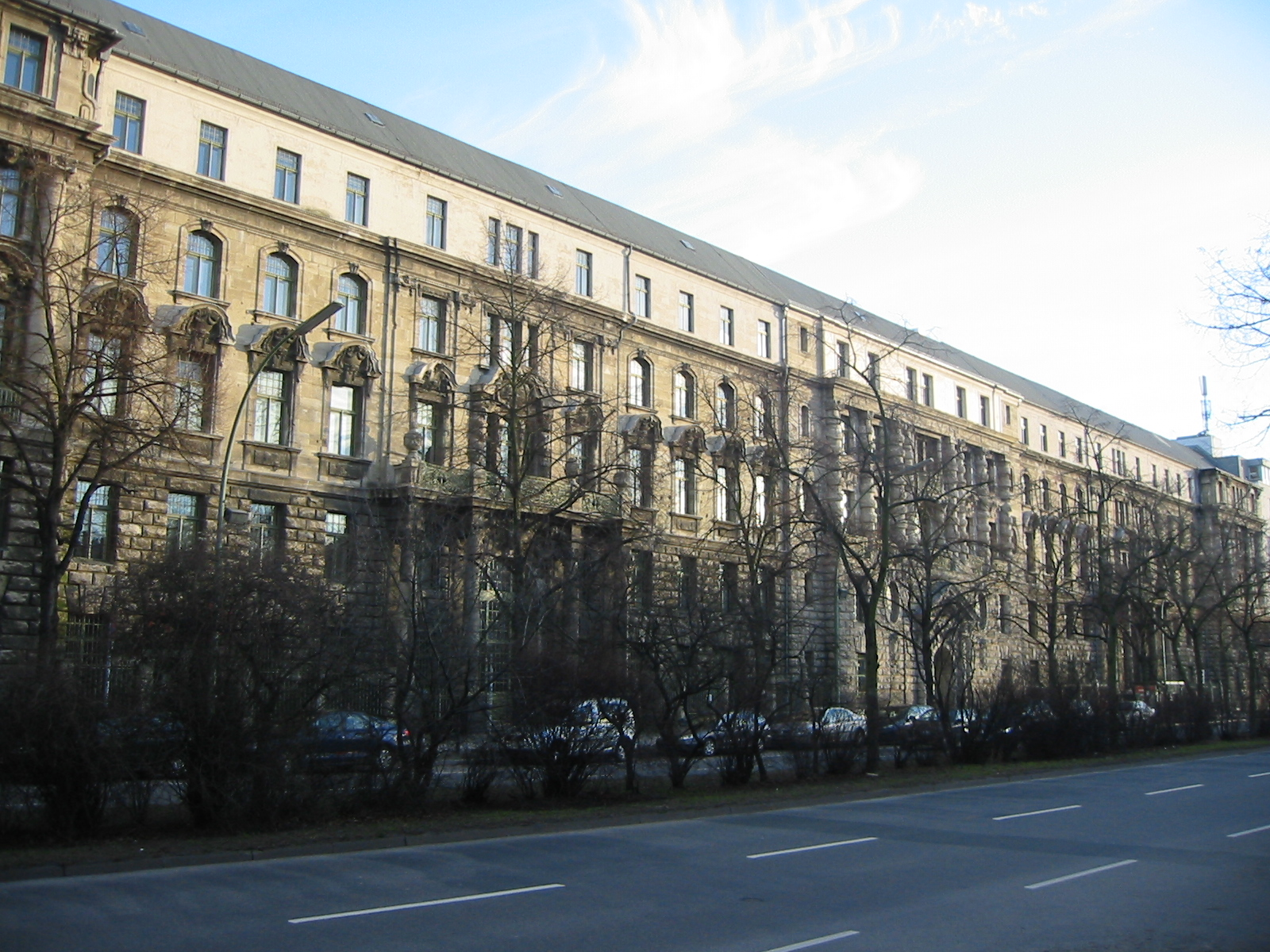
b. siedziba Przedstawicielstwa Handlowego ZSRR przy Lindenstraße (1923-1935)

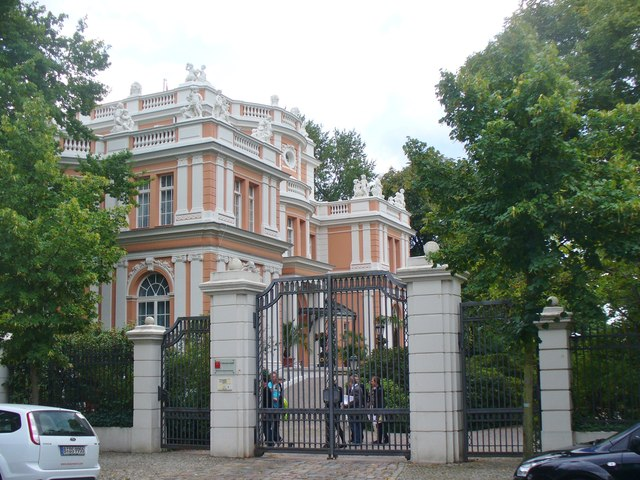
b. rezydencja przedstawiciela handlowego a następnie ambasadora ZSRR w willi Hertzoga w Zeuthen pod Berlinem (1953-1977)

Ambasada Rosji w Berlinie (niem. Russische Botschaft in Berlin, ros. Посольство России в Германии) – siedziba placówki dyplomatycznej Federacji Rosyjskiej w Niemczech. Znajduje się w berlińskiej dzielnicy Mitte, około 300 m od Bramy Brandenburskiej i zajmuje kompleks budynków przy Unter den Linden 63-65 i pobliskich ulicach Behrenstraße i Glinkastraße.

## Podział organizacyjny
- Grupa ds. Polityki Zagranicznej (Группа внешней политики)
- Grupa ds. Prasy i Informacji (Группа прессы и информации)
- Grupa ds. Polityki Wewnętrznej i Stosunków Dwustronnych (Группа внутренней политики и двусторонних отношений)
- Grupa ds. Kultury (Группа культуры)
- Grupa ds. Ekonomicznych (Группа экономики)
- Grupa ds. Nauki, Techniki i Oświaty (Группа науки, техники и образования)
- Sprawy Administracyjne (Административные вопросы)
- Oddział Konsularny (Консульский отдел), Behrenstraße 66 (1947-)
  - Konsulat Generalny w Bonn (Генеральное консульство в Бонне, Generalkonsulat der Russischen Föderation in Bonn), Waldstr. 42, D-53177 Bonn-Bad Godesberg
  - Konsulat Generalny we Frankfurcie nad Menem (Генеральное консульство во Франкфурте-на-Майне, Generalkonsulat der Russischen Föderation in Frankfurt am Main), Eschenheimer Anlage 33/34, D-60318 Frankfurt am Main
  - Konsulat Generalny w Hamburgu (Генеральное консульство в Гамбурге, Generalkonsulat der Russischen Föderation in Hamburg), Am Feenteich 20, D-22085 Hamburg
  - Konsulat Generalny w Lipsku (Генеральное консульство в Лейпциге, Generalkonsulat der Russischen Föderation in Leipzig), Turmgutstr. 1, D-04155 Leipzig
  - Konsulat Generalny w Monachium (Генеральное консульство в Мюнхене, Generalkonsulat der Russischen Föderation in München), Maria-Theresia-Straße 17, D-81675 München
- Biuro Handlowo-Gospodarcze (Торгово-экономическое бюро, Handels-und Wirtschaftsbüro Berlin), Unter den Linden 55-61
  - Oddział w Bonn (Oтделение торгпредства в Бонн, Niederlassung in Bonn), Waldstrasse 42, D-53177 Bonn
- Attaché ds. Obrony (Атташе по вопросам обороны)
- Oddział ds. Cmentarzy Wojennych i Ochrony Pamięci (Отдел по военно-мемориальной работе)
- Przedstawicielstwo Służby Celnej (Представительство таможенной службы), Simrockallee 2, 53173 Bonn
- Rosyjski Dom Nauki i Kultury(inne języki) (Российский Дом Науки и Культуры, Russisches Haus der Wissenschaft und Kultur), Friedrichstraße 176-179[a] (1947-, 1984-)
- Rosyjski Dom Gospodarki (Russisches Haus der Wirtschaft), Glinkastraße 45/51 (2013-)
- Przedstawicielstwo Izby Handlowo-Przemysłowej Rosji (Представительство Торгово-промышленной палаты России, Repräsentanz der Handels- Industriekammer der Russischen Föderation in der Bundesrepublik Deutschland), Leipziger Straße 63
- Szkoła Średnia (Средняя школа при Посольстве России, Schule bei der Botschaft), Behrenstr. 64/65[b]
- Dom Kultury Ambasady Rosji (Дом культуры посольства России, Kulturhaus der Russischen Botschaft), Behrenstrasse 2
- Basen (Schwimmhalle), Behrenstraße 2 (1982-)

## Historia

### Do 1914
W 1837 dla potrzeb stałej misji dyplomatycznej w Berlinie Rosja, za cara Mikołaja I, nabyła dwupiętrowy budynek w stylu rokoko z 1734, zajmujący działkę między Unter den Linden i Behrenstraße przy Unter den Linden 7 (ówczesny adres obecnego budynku przedstawicielstwa handlowego ambasady (Handels-und Wirtschaftsbüro) przy Unter den Linden 55-61). W latach 1764–1787 znajdował się w posiadaniu księżnej Amalii Pruskiej, od 1805 księżnej Doroty Kurlandzkiej. W tym okresie był określany Pałacem Kurlandzkim (Kurländische Palais). W latach 1840–1841 budynek został nadbudowany o 2 piętra – do czterech. Mieścił m.in. pomieszczenia biurowe, recepcyjne i mieszkalne, również tzw. apartament carski, łącznie 100 pomieszczeń w których mogło się pomieścić do 700 osób. Budynek zajmowało poselstwo rosyjskie, z przerwą na okres I wojny światowej (1914–1918), kiedy to stosunki dyplomatyczne między dwoma państwami zostały przerwane.
Funkcjonowały też przedstawicielstwa (rezydentury, poselstwa lub konsulaty) Rosji, m.in. przy szeregu ówczesnych niemieckich podmiotach prawa międzynarodowego w:
- w Darmstadt, stolicy Wielkiego Księstwa Hesji (1801-)[c]
- w Dreźnie, stolicy Królestwa Saksonii (1688-)
- we Frankfurcie nad Menem, stolicy Związku Niemieckiego (1781-1866, konsulat 1867-1914)
- w Gdańsku (1717-1914)
- w Hamburgu, wolnym mieście, nieformalnej stolicy niemieckich miast Hanzy (1709-1914)[d]
- w Hanowerze, stolicy Królestwa Hanoweru (1847-1866)
- w Karlsruhe, stolicy Wielkiego Księstwa Badenii (1811-1914)
- w Kassel, stolicy Królestwa Westfalii (1809-1812)
- w Królewcu, stolicy Królestwa Prus, Prinzenstraße 6 (1706-), Münzstraße 18, ob. ul. Proletarskaja/Пролетарская улица (okres do I w.ś.)
- w hanzeatyckim powiecie Dolnosaksońskim (1709-1806)
- w Monachium, stolicy Królestwa Bawarii (1785-1914)[e]
- w Ratyzbonie, miejscu Nieustającego Sejmu Świętego Cesarstwa Rzymskiego (1746-1806)
- w Stuttgarcie, stolicy Królestwa Wirtembergii (1813-1914)
- w Weimarze

oraz
- w Bremie
- w Elberfeld (1913-)
- w Kilonii (1783-)
- w Kolonii (1832)
- w Lipsku (1784-)
- w Lubece (1783-)
- w Kłajpedzie (1822-1897)
- w Ratyzbonie (1744-1866)
- w Rostocku/Wismarze
- w Szczecinie (1804-1834)
  - w Stralsundzie (1853-1861)
  - w Świnoujściu (1841)
- w Toruniu (1874-1914), ul. Warszawska 2
- we Wrocławiu (1877-1914)[3]

### 1918-1941
Pierwszym (od 1918) posłem radzieckim, reprezentującym RFSRR był Adolf Joffe. W 1924 sprawy zagraniczne przejął ZSRR. W 1923 powołano Przedstawicielstwo Handlowe RFSRR w Niemczech (Handelsvertretung der RSFSR in Deutschland) z siedzibą w Berlinie, które w 1924 przekształcono w Przedstawicielstwo Handlowe ZSRR w Niemczech (Handelsvertretung der UdSSR in Deutschland). Mieściło się w byłej siedzibie towarzystwa ubezpieczeniowego Victoria (Victoria Versicherung) z 1913 (proj. Wilhelm Walther) przy Lindenstraße 20-25 (1923-1935), następnie przy Lietzenburger Straße 11 (później nr. 86); po 1945 budynek był użytkowany przez Oddział ds Reparacji i Zaopatrzenia (Отдел по репарациям и поставкам) Radzieckiej Administracji Wojskowej w Niemczech (Sowjetische Militäradministration in Deutschland – SMAD, Советская военная администрация в Германии – СВАГ, Sovetskaia Voennaia Administratsia v Germanii – SVAG), następnie znalazł się w Strefie Brytyjskiej Berlina, obecnie nie istnieje.
Funkcjonowały też i inne radzieckie przedstawicielstwa, m.in. w
- Wydział Konsularny Ambasady (Kons. Abtlg.), Schlieffenufer 9 (1941)
- Konsulat Generalny w Hamburgu (1922-), Katharinenkirchhof 2 (1923), Steinstraße 10 (1926)
- Konsulat w Królewcu (1928-1941), Schönstraße 18b, ob. ul. gen. Sommera/улица Генерала Соммера (okres międzywojenny)[6]
- Przedstawicielstwo Handlowe w Lipsku (Handelsvertretung der UdSSR in Leipzig), Frankfurter Str. 10 (1922-1937)
- Przedstawicielstwo Handlowe w Hamburgu (1925-), Steinstraße 10 (1930)
- Przedstawicielstwo Handlowe w Królewcu (1925-), Schleusenstraße 1 (1935)
- Przedstawicielstwo Handlowe we Wrocławiu (1925-)

W tym okresie (do 1941) funkcjonowało na terenie Niemiec kilkadziesiąt radzieckich podmiotów gospodarczych, głównie spółek lub przedstawicielstw central handlu zagranicznego. Największą z nich była spółka Russgertorg (Russisch-Deutsche Handels A-G lub Deutsch-Russische Handels-Aktien-Gesellschaft, Российско-Германское торговое общество lub Русскo-Германское акционерное торговое общество – Росгерторг, Rosyjsko-Niemieckie Towarzystwo Handlowe) z siedzibą w Berlinie.

### 1941–1945
Po inwazji wojsk hitlerowskich na terytorium Związku Radzieckiego w 1941, radzieccy dyplomaci zostali wydaleni, i budynek został zamknięty. Od czerwca 1942 w budynku mieściło się Ministerstwo Rzeszy do spraw Okupowanych Terytoriów Wschodnich (Reichsministerium für die besetzten Ostgebiete), którym kierował Alfred Rosenberg. W lutym 1944 budynek został zbombardowany przez aliantów.

### Okres RFN
Ambasada ZSRR w Republice Federalnej Niemiec początkowo (w latach 1955–1975) mieściła się w byłym hotelu Rolandseck-Groyen (z XIX w.) w Remagen-Rolandseck przy Bundesstraße 9, następnie do 1999 w Bonn-Bad Godesberg przy Waldstr. 42 (1991–2000 Ambasada Federacji Rosyjskiej). W okresie międzywojennym w budynku (zbud. w latach 1908–1910) mieściło się sanatorium kolejarzy (Eisenbahner-Erholungsheim), zaś w latach 1949–1950 – pierwsza siedziba prezydentów RFN (Karl Arnold, Theodor Heuss). Na jej terenie w latach 1984–1990 wybudowano kompleks budynków administracyjno-mieszkalnych ambasady, w których obecnie mieści się Konsulat Generalny Rosji w Bonn.
W 1971 władze ZSRR kupiły za 2,6 mln marek od przemysłowca Alexandra Wertha położony nieopodal ambasady przy Venner Straße 31 dom z przeznaczeniem na rezydencję ambasadora. Pierwszym z lokatorów był ambasador Walentin Falin.
Powołane w 1958 przedstawicielstwo handlowe mieściło się w Kolonii przy Aachener Straße 240-244 oraz Friedrich-Engels-Straße 5.

### Okres radzieckiej strefy okupacyjnej w Niemczech
Od 1946 funkcjonowało Biuro Konsularne ZSRR (Konsularbüro) przy Radzieckiej Administracji Wojskowej w Niemczech (Sowjetische Militäradministration in Deutschland, Советская военная администрация в Германии) w Berlin-Karlshorst.

### Okres NRD
Po wojnie i ustanowieniu stosunków dyplomatycznych z NRD w 1949, na terenie dotychczasowego przedstawicielstwa handlowego oraz ruin b. hotelu Bristol (1891-1944), Związek Radziecki postanowił zbudować nowy budynek ambasady. Projekt wykonali architekci – Anatolij Striszewski (Анатолий Стришевский), główny architekt Ministerstwa Spraw Zagranicznych ZSRR, i Frīdrihs Skujiņš. W latach 1949–1951 został wybudowany kompleks budynków składający się z trzech części symetrycznych z fasadą pokrytą kamieniem. W centrum umieszczono główny budynek z portykiem. Został zbudowany w stylu stalinowskim, zwany również klasycyzmem socjalistycznym z elementami klasycyzmu berlińskiego z początku XIX wieku. Wewnątrz budynek został bogato zdobiony; jego centrum stanowi używana do uroczystych przyjęć i uroczystości reprezentacyjna sala wraz z kopułą ze szklanej mozaiki. Powierzchnia wszystkich sal na I piętrze wynosi 1500 m². W budynku pomieszczono też salę widowiskowo-koncertową na 400 miejsc. Inauguracja nowej ambasady miała miejsce w listopadzie 1952 z okazji obchodów 35. rocznicy Rewolucji Październikowej. To był pierwszy nowy budynek w zachodniej części Unter den Linden bezpośrednio po II wojnie światowej, w pobliżu zniszczonych byłych ambasad Francji, Anglii i Ameryki. W latach 1953–1955 ambasador pełnił jednocześnie funkcję Wysokiego Komisarza ZSRR w Niemczech (Hoher Kommisar der UdSSR in Deutschland, Верховный комиссар СССР в Германии).
W następnych dziesięcioleciach, w budynku mieściła się misja dyplomatyczna ZSRR w NRD. W 1954 odbyła się tam konferencja ministrów spraw zagranicznych czterech zwycięskich mocarstw w czasie II wojny światowej (ZSRR, Stanów Zjednoczonych, Wielkiej Brytanii i Francji). W latach 1970–1971 prowadzono rozmowy na temat statusu Berlina Zachodniego.
W latach 60., 70. i 80. XX wieku w pobliżu głównego budynku, wybudowano szereg obiektów, m.in. szkoły (adaptacja w 1950), przedstawicielstwa handlowego (1952), przedstawicielstwa Aerofłot (1968) przebudowanego w 2013 na dom rosyjskiej gospodarki, basenu (1982), centrum kultury radzieckiej (1984) i budynku mieszkalnego przy Behrenstraße 68-70 (koniec lat 90.). W trakcie realizacji jest budynek biurowy ambasady przy Behrenstraße 62-63.
Po upadku Związku Radzieckiego, cały kompleks budynków przeszedł w posiadanie Federacji Rosyjskiej.
Ambasada dysponowała domem wczasowym „Haus am See” nad jez. Liepnitzsee, położonym na granicy miasta Bernau, ochranianym przez posterunek wartowników z pułku wartowniczego Stasi im. Feliksa Dzierżyńskiego (Wachregiment „Feliks Dzierzynski“).
Ochronę obiektów, oprócz sił bezpieczeństwa ZSRR, zabezpieczał Wydział 20 II Głównego Wydziału (Hauptabteilung II – HA II) Stasi, kontrwywiadu; 184 funkcjonariuszy (1988).

#### Służba konsularna
W 1954 ZSRR utworzył sieć 6 urzędów konsularnych – w Erfurcie, Frankfurcie nad Odrą, Karl-Marx-Stadt (ob. Chemnitz), Lipsku, Magdeburgu i Rostocku. W latach 1971–1981 funkcjonowały w NRD 3 konsulaty – w Lipsku, Karl-Marx-Stadt i Rostocku:
- Konsulat Generalny ZSRR w Lipsku (Generalkonsulat der UdSSR), Kiekerlingsberg 18, Leipzig (1954-1963, 1965-1990)
- Konsulat Generalny ZSRR w Rostocku (Generalkonsulat der UdSSR), Thünenstr. 3, Rostock (1954-)
- Konsulat ZSRR w Karl Marx Stadt (Konsulat der UdSSR), Richard-Sorge- s. 8, Karl-Marx-Stadt (1954-, 1969-1991)[11][12]

#### Przedstawicielstwo handlowe
W 1953 powołano Przedstawicielstwo Handlowe (Handelsvertretung) w Berlinie, następnie w 1955, jego oddziały –
- w Lipsku,
- w Magdeburgu,
- w Rostocku, Haus der Deutsch-sowjetischen Freundschaft, Doberaner Str. 21 (1966).

W okresie powojennym, od 1947 Przedstawicielstwo Ministerstwa Handlu Zagranicznego ZSRR w Berlinie (1947–1953) przekształcone w 1953 w Przedstawicielstwo Handlowe ZSRR (1953-1977) utrzymywały w Willi Hertzog (proj. Gustav Hochgurt) z 1910 przy Havellandstraße 17 w Zeuthen pod Berlinem ośrodek rekreacyjny, który przez pewien czas pełnił też funkcję rezydencji ambasadora.

### Okres po zjednoczeniu Niemiec
Po zjednoczeniu Niemiec w 1990, budynkowi ambasady w Berlinie przy Unter den Linden obniżono status na oddział (Außenstelle) ambasady w Bonn. Siedzibą przeniesionej głównej misji dyplomatycznej Rosji w Niemczech stał się dopiero w 1999 r.
Funkcjonują konsulaty:
- Konsulat Generalny w Bonn: Waldstr. 42
- Konsulat Generalny we Frankfurcie nad Menem: Eschenheimer Anlage 33/34
- Konsulat Generalny w Hamburgu: Am Feenteich 20
- Konsulat Generalny w Lipsku: Turmgutstr. 1
- Konsulat Generalny w Monachium: Maria-Theresia-Straße 17

Federacja Rosyjska czasowo utrzymywała też Konsulat Generalny w Rostocku: Thunenstraße 3 (2001)